# 4268 Grebenikov
4268 Grebenikov eller 1972 TW3 är en asteroid i huvudbältet som upptäcktes den 5 oktober 1972 av den ryska astronomen Tamara Smirnova vid Krims astrofysiska observatorium på Krim. Den har fått sitt namn efter den rysk-sovjetiske astronomen Jevgenij Grebennikov.
Asteroiden har en diameter på ungefär sex kilometer.